# Agnete Bjerre
Agnete Krustrup Bjerre (født 11. juni 1924 i Guldager, Vrejlev Sogn, i Vendsyssel, død 16. november 2020 i Humlebæk) var en dansk maler. Forældrene var gårdejer Bertel Madsen Bjerre og havebrugskandidat Ane Kirstine Larsen Krustrup. I 1953 giftede Agnete Bjerre sig med maleren Frede Christoffersen (1919-1987).

## Uddannelse
1945: Oplæg til Kunstakademiet hos maleren Svend Engelund
Fra 1945: Det Kongelige danske Kunstakademi hos maleren Vilhelm Lundstrøm.

## Kunstnerisk virke
Agnete Bjerre voksede op på en gård i Vendsyssel, i et miljø uden tilknytning til billedkunst. Hun havde som barn tegnet og malet og fik støtte af faderen i at fortsætte med at udvikle sine evner. I starten af 1945 modtog hun undervisning hos maleren Svend Engelund i Vrå som forberedelse til Kunstakademiet.
Hun fortalte om tiden: "Jeg var kun 17 år og jeg var med mine forældre til efterårsmøde på højskolen. Vi gik ind for at se Engelunds udstilling i samlingsstuen. Det var noget, jeg var interesseret i. Jeg var ellers træt af at deltage i disse møder, som mine forældre indlagde mig til. Men lige så lang tid, jeg kan huske, havde jeg et ønske om at se kunst. Kunst som jeg kunne tro på var ægte. Det hænger sammen med, at der i min fars familie fra Vestjylland var to malere, Niels Bjerre og Kresten Bjerre. Det havde jeg dog kun hørt om. Men det gav mig en idé om at opleve noget, der kunne give mig noget, som var i min interesse, og det var noget med farve og billeder og fantasi.
Det ønske fik jeg i sandhed rigt bekræftet, da jeg blev elev af Svend Engelund som 18-årig og blev indført i det, der blev min ledetråd. Det står endegyldigt for mig endnu i hele mit virke som maler, og ingen kan rokke mig på nye baner - der er så rigeligt i det jeg har tumlet med."
I oktober 1945 blev hun optaget på Kunstakademiet og gik hos professor Vilhelm Lundstrøm.
Agnete Bjerre var gennem hele sit liv mest optaget af mennesket som motiv og arbejdet med figurmaleri. I særlig grad skildrede hun og malede portrætter af kvinder. Om dette forhold sagde hun i et interview: "Det er mennesker i al almindelighed, jeg maler... Det er mennesker, som er kommet ind i min bevidsthed, bare simpelthen mennesker... Mærkværdigvis er det næsten kun kvinder, men det er fordi jeg har nemmest ved at sætte mig ind i kvinders væsen. Jeg prøver at male mennesker, tanker, man har gjort sig i forbindelse med et menneske, frem for alt udtrykt i farver. Det er farven, der er mit vigtigste udtryksmiddel. Jeg har næsten altid stået direkte over for modellen, men jeg vil ikke bare male et almindeligt portræt. Det er altid baseret på en slags oplevelse af mennesker."
Det er et meget righoldigt værk, Agnete Bjerre stod bag. Portrætterne og menneskeskildringerne, tit af "de fortrykte, som livet har handlet hårdt med, de ensomme, de bøjede, de syge - det er de interessante", som Frede Christoffersen beskrev hendes modeller i kataloget til udstillingen "De tre Bjerre", 1982, kurateret af museumsinspektør Hanne Pedersen, på Hjørring Kunstmuseum, det nuværende Vendsyssel Kunstmuseum. De meget enkle og mørke fremstillinger i de tidlige værker blev afløst af mere ekspressive billeder, med lette penselstrøg og lysere, mere laserende farver.
Landskabsmaleri beskæftede Agnete Bjerre sig også med, omend i langt mindre målestok. Et eksempel herpå er fra 1978, maleriet fra Mårup Kirke i Vestvendsyssel. Her skildres de vindblæste træer på den gamle, grønt tilvoksede kirkegård på kanten af klinten, med enkelte gravsten placeret som tilfældigt, under en lysende himmel.

## Udstillinger[3]
- 1947, 1949, 1951-52, 1957: Kunstnernes Efterårsudstilling
- Fra 1946: Vrå Udstillingen
- 1950, 1955: Ung Dansk Kunst, Den Frie Udstillingsbygning
- 1952-53: Vandreudstilling af Fællesrådet for danske Kunstforeninger uden for København
- 1953: Majudstillingen
- 1960,1981: Å-Udstillingen
- 1962-1989: Kammeraterne
- 1980: Clausens Kunsthandel
- 1983: "De tre Bjerre", Hjørring Kunstmuseum
- 1985-86: "Børn og unge i dansk kunst", Hjørring Kunstmuseum
- Fra 1989: Den Frie Udstilling

### Separatudstillinger
- 1961 Clausens Kunsthandel
- 1964 og 1974: Hjørring Kunstmuseum
- 1971: Galleri Gade, Aalborg
- 1986: Politiken, København

## Værker i offentlig eje[3]
- 1963: Ældre kvinde (Vendsyssel Kunstmuseum)
- 1963: Selvportræt i blå kjole (Vendsyssel Kunstmuseum)
- 1963: Ældre dame i sort stol (Vendsyssel Kunstmuseum)
- 1971: Figurbillede med børn (Sønderborg Kommune)
- 1989: Landskab med gård, Mårup (Vendsyssel Kunstmuseum)
- 1989: Landskab ved Mårup Kirkegård (Vendsyssel Kunstmuseum)

## Udsmykninger[3]
- 1969: Vægmaleri i Sønderskovskolen, Sønderborg (ødelagt ved brand 1975)
- 1976: Tietgenskolen, Odense

## Stipendier og udmærkelser[3]
- 1950: De Bielkeske Legater
- 1952, 1957, 1962: Akademiets legater
- 1962: J.R. Lund
- 1968: Eckersberg Medaillen
- 1972: Zach. Jacobsen
- 1973, 1974, 1977: Carlsons Legat
- 1978: Ville Christensen
- 1978: Svend Engelunds Legat
- 1984: Kauffmann
- 1972-1974, 1976-1978: Statens Kunstfond
- 1980: Statens Kunstfonds livsvarige ydelse
- 1985: Kittendorff livsvarigt legat
- 1988: Agnes Schülein Westman
- 1990: Ole Haslunds Legat